# کریستیان بورومئو
کریستیان بورومئو (ایتالیایی: Christian Borromeo؛ زادهٔ ۲ ژوئن ۱۹۶۱) بازیگر اهل ایتالیا است.
از فیلم‌هایی که وی در آن‌ها نقش داشته‌است، می‌توان به آموزش ویولنسل با توکاتا و فوگ، سکس شاپ خیابان هفتم، ظلمت، زنان روستایی کم‌حرف و مصاحبه اشاره نمود.
در سال ۱۹۸۰، او در فیلم ترسناک و پُرستارهٔ روجرو دئوداتو به نام «خانهٔ حاشیهٔ پارک» به ایفای نقش پرداخت و در سال ۱۹۸۲ نیز نقش مکمل کوتاه اما مهمی در فیلم ترسناک ظلمت به کارگردانی داریو آرجنتو داشت، و در همین سال همچنین موفق به ایفای نقش «لوتاریو» در فیلم «اِرنگارت» به کارگردانی ایمیدیو گرکو شد.
وی با آخرین حضور در فیلم تلویزیونی اضطراب به بازیگری خود در سال ۱۹۹۷ پایان داد.